# Картун Картун Шоу
World Premiere Toons (по-късно наречен What-A-Cartoon!, сега наречен The Cartoon Cartoon Show или на български Анимационното анимационно шоу) е третият оригинален сериал на Cartoon Network. World Premiere Toons/What-A-Cartoon! е създаден от Фред Сийбърт (който създал през 1998 г. друго подобно предаване по Никелодеон – „О, Да! Анимации“ (Oh, Yeah! Cartoons).
Стартира на 20 февруари 1995 и завършва на 28 ноември 1997. В него са се излъчили пилотните епизоди на „Лабораторията на Декстър“, „Джони Браво“, „Крава и пиле“, „Реактивните момичета“ и „Кураж, страхливото куче“. В него се излъчваха разнообразни анимации с различни герои. „Шоуто на Картун Картун“ се излъчва шо Картун Нетуърк (САЩ) със съвременни анимациите наречени Cartoon Cartoons. По-късно What-A-Cartoon! се излъчва по сестринския канал Бумеранг.
Различни аниматори създават пилотни епизоди за шоуто, измежду които Бъч Хартман, Ван Партибъл, Крейг Маккракън, Сет Макфарлейн, Джон Р. Дилуърт, Дейвид Дой, Роб Рензети, Дейвид Фийс, Крис Севино, Ралф Бакши, както и ветераните и продуценти на шоуто, Уилям Хана и Джоузеф Барбера.